# 何劍士
何劍士（1877年—1915年8月25日），原名昺，字仲華、劍士，廣東省南海縣人。十九世紀末廣東和香港商人何崑山之子，從叔何启，姑父伍廷芳。清末民初漫畫家，是漫畫雜志《時事畫報》的創建者之一。

## 生平
1877年出生於廣東南海南村沙鄉，何崑山之子。有兩個同父異母的兄姊，為何崑山德國之妻所生。兄長留學海外，姊嫁於德國。自幼衣食無憂，放蕩不羈的紈絝子弟。在父親的引導下，專研國學，可惜無緣科舉。早年遊歷江浙和四川，并在成都某寺僧學習劍術，遂以「劍士」為號。返回廣東後，不久遇上父親何崑山在投資大嶼山銀礦失敗破產，家道中落。何不願打擾親友，故在鰲洲處以詩酒書畫自娛。
1905年廣東興起抵制美貨運動（拒約會），何劍士與潘達微、高劍父和陳垣等人創立《時事畫報》議論時政。何劍士創作了大量抨擊帝國主義，清廷和社會問題的漫畫，在廣州，香港，上海的報章雜志投稿，並在期間加入了同盟會。何也籍《時事畫報》為途徑賣畫以資家用。同年，時任美國總統女兒愛麗絲·羅斯福·隆沃思訪華，潘達微與何劍士創作了《龜仔抬美人》的傳單，警示人們不要去接待「總統女兒」，傳單在廣州四處張貼，事件引起極大反響，美國大使館對此發表抗議。
時事駛乜你報

有畫又唔同

任你舌敝唇焦唔知講得佢咁切痛

任你手拳指畫亦唔顯得佢咁玲瓏

呢個畫報主人心血熱湧

欲把國民喚醒在夢中
繼《時事畫報》之後，次年何與畫友們創建了宣傳新工藝和技術的《賞奇畫報》，同年何利用自己音律和粵曲造詣，擔任設立在廣州黃沙梯雲橋保安善堂的戲劇社團「優世界會社」的監督，創作了《遊赤壁》《送別》《葬花》《燕子樓》等戲劇。1907年何劍士携同潘達微、尹涤魂和高劍父等人在廣州城西下九甫興亞學堂舉辦了廣東地區第一個美術展覽「廣東圖畫展覽會」，九月和十月創辦的《滑稽魂畫報》和《時諧畫報》何擔任兩報的主編。1908年廣東西江和北江洪水泛濫，何劍士和潘達微等人在廣州辦畫展籌款賑災。1910年廣州《時敏日報》開闢《畫鏡》專欄，邀請何負責。同盟會的革命機關報之一的《平民報》旗下的《星期畫刊》何也是其主要投稿者。在大量漫畫作品中，何使用了按劍、允中、亞派、劍郎、嘎嘎生、劍士郎、磨劍少年、南劍亞劍、南海何施武、南海劍三郎、玉鞭蓉舊侶、傳聲社長亞劍等筆名。除了創作之外，何也熱心社會公益活動，在當地興辦嶺南工藝會社、光武体育會、光亞小學校等。
晚年，何患上肺病，不過仍然堅持作畫。1915年8月25日（農曆七月十五日），在深夜創作畫作《蟢子圖》期間去世，終年三十九歲，無子女。

## 備註
1. ↑  虛歲39歲
2. ↑  大覺（潘達微）在《霜花余影記》記錄，名「仲華」，因早年學擊劍於成都某寺僧，故號「劍士」。光緒末年發行《時事畫報》的美術同人表備注「何昺，字劍士」。
3. ↑  廣州白鵝潭分流處西岸，今近鳌洲码头附近

## 外部網站
- 广东早期漫画史料展（页面存档备份，存于）